# کوساپات
کوساپات (به ارمنی: Կուսապատ) یک منطقهٔ مسکونی در جمهوری آرتساخ است که در استان مارتاکرت واقع شده‌است. کوساپات ۲۳۷ نفر جمعیت دارد و ۷۷۶ متر بالاتر از سطح دریا واقع شده‌است.